# 潜山路
潜山路，中国安徽省合肥市的一条南北干道，得名自潜山市，北起庐阳区四里河路，下穿 合肥绕城高速后，南至蜀山区青翠路正接莲花路，清溪路以北称潜山北路，四里河路至望江路段为合肥中环西段。潜山路路已建成全长10.3公里，沿线有半岛公园、合肥高铁西站、国防科技大学、合肥市政中心、天鹅湖公园、合肥体育中心等机构景点单位。由于十八公里专用线和匡河公园的存在，潜山路承担了绝大部分由黄潜望片区以东至政务文化新区的通勤车流，车况较差，随着东至路等道路的打通未来会有所改善。

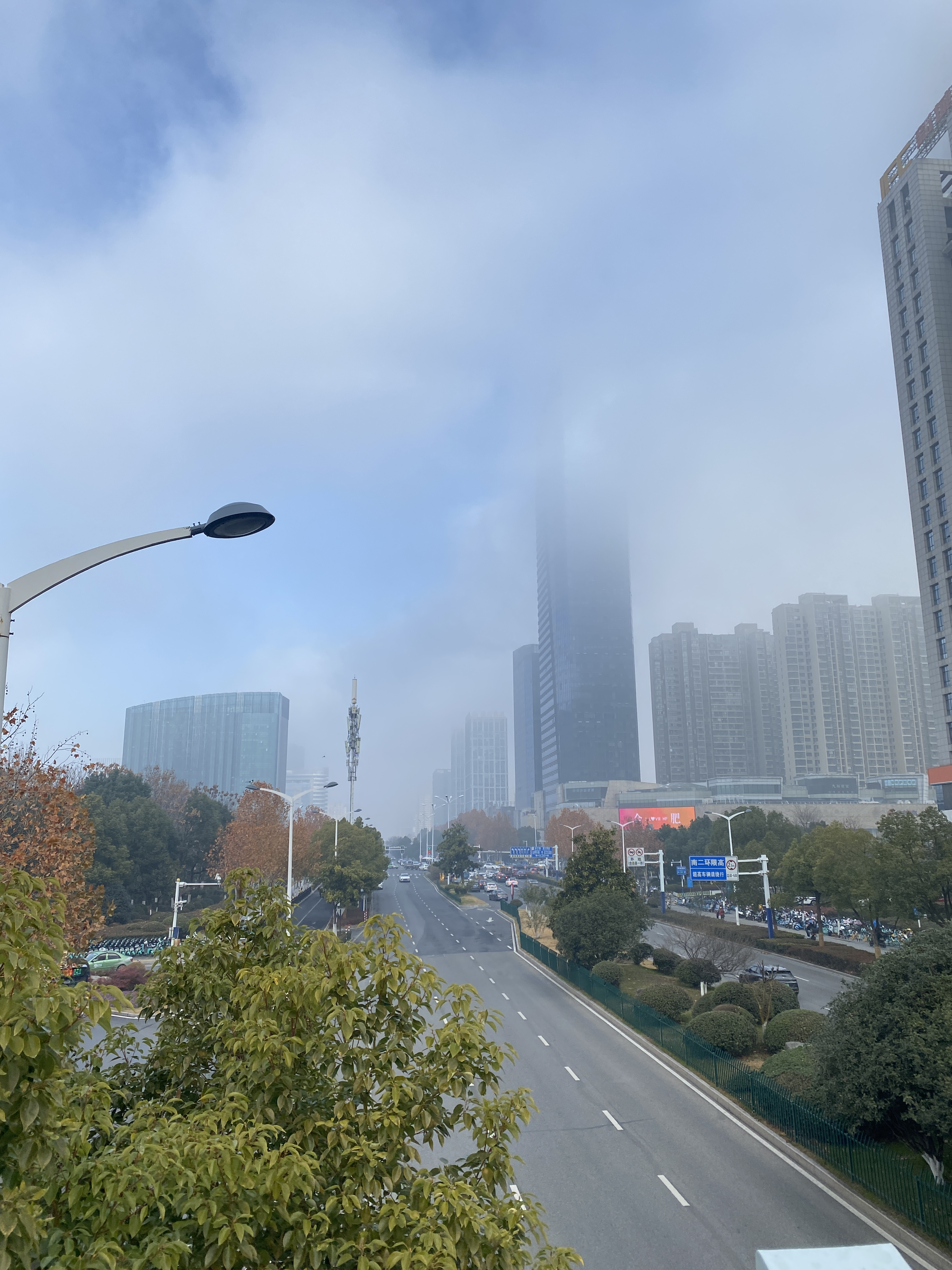
2024年1月 大雾中的潜山路

## 轨道交通
- █ 3号线：杏花村⇄合肥西站⇄南新庄⇄西七里塘⇄国防科技大学⇄洪岗⇄市政务中心